# Dicranomyia (Dicranomyia) pluvialis fuscolineata
Dicranomyia (Dicranomyia) pluvialis fuscolineata is een ondersoort van de tweevleugelige Dicranomyia (Dicranomyia) pluvialis uit de familie steltmuggen (Limoniidae). De ondersoort komt voor in het Neotropisch gebied.